# Spectrométrie d'absorption atomique par génération d'hydrure
La spectrométrie d'absorption atomique par génération d’hydrure (en anglais, hydride generation atomic absorption spectrometry, HGAAS) est un type de spectrométrie d'absorption atomique où des échantillons de métaux tels que l'arsenic, l'antimoine ou le sélénium sont vaporisés en les convertissant en hydrures volatils.

## Présentation
En effet, grâce à un générateur d’hydrure, l’analyte en solution réagit avec un réducteur pour former un hydrure gazeux. Ce dernier est acheminé, grâce à des tuyaux et un gaz inerte (couramment l’argon ou le diazote), jusqu’à la cellule d’hydrure placée dans le chemin optique d’un spectromètre atomique à flamme standard ou à un tube à chauffage électrique. Il peut aussi être acheminé jusqu'à un plasma où la technique sera plutôt le couplage par induction au plasma (ICP). Le spectromètre pourra analyser l’analyte sous forme atomique, une fois que l’hydrure aura été décomposé par la chaleur de la flamme ou du tube, grâce aux longueurs d’onde d’absorption de celui-ci. Cette technique a été développée, car elle permet d’obtenir une sensibilité grandement supérieure (500 à 1 000 fois) comparée à la spectrométrie d’absorption atomique à flamme, mais seulement pour les éléments analysables. Ceux-ci inclut As, Se, Hg, Sb, Bi, Te, Ge et Sn,. En effet, cette technique peut analyser des concentrations de l’ordre des ng/mL. De plus, ces éléments peuvent être difficiles à analyser par spectrométrie d’absorption atomique à flamme, dû à leurs basses longueurs d’onde d’absorption primaire. En effet, avec la technique à flamme standard, l’absorption non spécifique à basse longueur d’onde est souvent un phénomène observé. L’analyse à basse longueur d’onde est donc difficile, puisqu’il y a plusieurs sources d’interférences de matrice. La technique par génération d’hydrure a donc été mise au point afin de pallier ces interférences en éliminant la présence de matrice.

## Génération d'hydrures
Les hydrures analysés doivent être créés à partir de la solution échantillon. On introduit donc celle-ci dans un système réactionnel contenant les réactifs et milieux réactionnels nécessaires. Les systèmes modernes permettent de faire la réaction de formation d’hydrures en continu grâce à une pompe qui achemine l’échantillon, les réactifs et le milieu réactionnel à un point de réaction et achemine ensuite le mélange à un séparateur gaz/liquide afin de ne recueillir que les hydrures. Ceux-ci sont ensuite acheminés au trajet optique grâce à un gaz porteur inerte. Dans de plus vieux systèmes, on utilise des récipients fermés hermétiquement pour faire la génération d’hydrures que l’on va recueillir grâce à un appareil spécialement conçu qui analysera les hydrures à l'aide d'une source micro-onde.
Les hydrures sont créés en réduisant l’analyte d’intérêt à l’aide d’un puissant réducteur. Le tétrahydruroborate de sodium (NaBH4) dans une solution d'hydroxyde de sodium (NaOH) est souvent utilisé à cette fin. Un exemple de cette réduction avec l’arsenic serait : As3+(aq) + NaBH4 (aq) → AsH3 (g)+ B2H6 (aq),. Le diborane (B2H6 (aq)) ainsi créé est ensuite hydrolysé en acide borique (B2H6 (aq) + 6H2O (l) → 2H3BO3 (aq) + 6H2 (g)) qui devra être tamponné pour ne pas changer le milieu réactionnel. De plus, lors de cette réaction, il y a production d’une grande quantité de dihydrogène (H2) gazeux. Il sera donc important d’éliminer ce produit ou de l’empêcher de se rendre à la flamme ou à la source micro-onde, car ce gaz est inflammable et il serait dangereux de le laisser libre dans la source chauffante en grande quantité. Plusieurs techniques peuvent être utilisées pour séparer les hydrures et le dihydrogène. Par exemple, on peut refroidir les gaz afin de condenser les hydrures (≈−30 °C), mais pas le dihydrogène (≈−200 °C). On laisse donc le dihydrogène s’échapper, puis on chauffe les hydrures afin de les remettre sous forme gazeuse et les analyser. On peut aussi utiliser des filtres afin de piéger les hydrures, mais laisser le dihydrogène passer. Le filtre peut ensuite être introduit dans une cellule d’analyse par micro-onde.

## Trajet optique

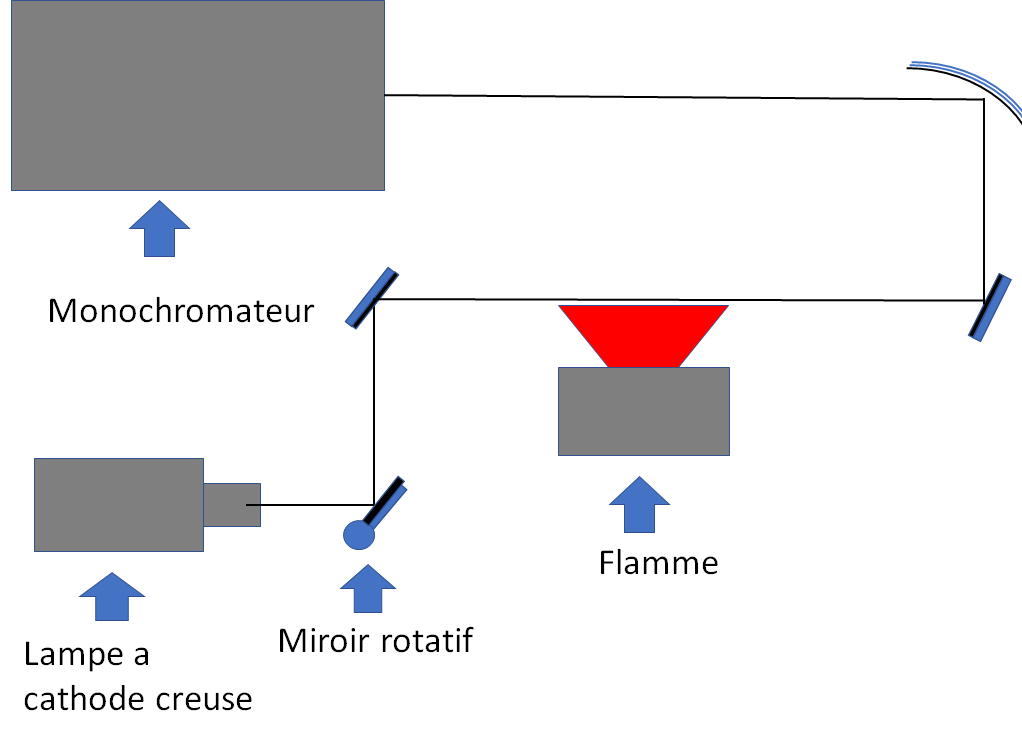
Schéma du trajet optique d'un spectromètre à flamme. On voit les éléments principaux comme la lampe à cathode creuse, ainsi que son rayonnement, la flamme et le monochromateur.

Le trajet optique en spectroscopie atomique par génération d’hydrure et très semblable à celui trouvé en spectroscopie atomique à flamme standard. En effet, on retrouve les éléments standards comme la lampe à cathode creuse servant à fournir le rayonnement qui sera mesuré pour obtenir l’absorption de l’analyte. On retrouve aussi la flamme ou le tube à chauffage électrique, qui servent à obtenir l’analyte sous forme atomique, ainsi que les éléments servant à mesurer le niveau de rayonnement absorbé par l’analyte tels que le monochromateur et le détecteur.

### Lampe à cathode creuse
La lampe à cathode creuse (en) est une pièce servant à fournir le rayonnement qui sera absorbé par l’analyte. Pour que le rayonnement soit absorbé, il doit être d’une longueur d’onde d’énergie égale au changement d’état d’énergie de l’analyte, quand celui-ci passe de son état non excité à un état excité. Pour cette raison, on utilise une lampe faite de l’atome analysé. De cette façon, lorsque l’on fournit de l’énergie électrique à la lampe, on excite les atomes de  l'élément à analyser qui relâcheront cette énergie sous forme de rayonnement. Le rayonnement aura une longueur d’onde d’énergie précise représentant le changement d’état énergétique de l'élément. De cette façon, la lampe fournit exactement le rayonnement requis pour l'analyse. L’utilisation d’une telle lampe sert à augmenter la sensibilité de l’analyse, car on s’assure que tout le rayonnement produit et acheminer à l’échantillon peut être absorbé par ce dernier. De plus, puisque le rayonnement à des longueurs d’onde précises, on élimine une partie d’interférences d’absorption du rayonnement par la matrice. Ce type d’interférence est en plus éliminé, car très peu de la matrice peut se rendre au trajet optique. En effet, il faudrait que les composantes de celle-ci puissent faire des hydrures.
Puisque la lampe à cathode creuse est faite à partir d’un élément précis, elle ne peut être utilisée que pour cet élément. De plus, seule une lampe à cathode creuse peut être utilisée à la fois dans les spectromètres à flamme standard. L’analyse peut donc seulement faire un élément à la fois. Des lampes multiéléments existent, mais celles-ci ne donnent pas la même sensibilité qu’une lampe monoélément standard. En effet, dans une lampe multiéléments, le rayonnement pour un élément spécifique est divisé par le nombre d’éléments composants la lampe, en comparaison avec le rayonnement produit par une lampe monoélément. L’utilisation de telles lampes est donc peu recommandée pour les analyses par génération d’hydrures où la sensibilité est très important due à la concentration généralement basse des analytes. De plus, normalement en analyse par génération d’hydrures, on produit des hydrures pour un seul analyte. Donc, l’utilisation d’une lampe monoélément est plus logique.

### Lampe au deutérium
Une autre lampe couramment utilisée lors d’analyse par spectrométrie d’absorption atomique à flamme et par génération d’hydrures, est la lampe à cathode creuse au deutérium (D2). Ce dernier sert à réguler et éliminer l’absorption non spécifique des éléments pouvant se retrouver dans le trajet optique. On accomplit cette correction en faisant une différence entre le rayonnement enregistré sans et avec échantillon. Le pourcentage de perte de rayonnement est dû à de l’absorption non spécifique des éléments de la matrice ou de particules s’étant retrouvés dans le trajet optique. On peut donc mathématiquement bonifier le signal de l’analyte selon le pourcentage de perte enregistré pour le D2. On utilise une lampe au deutérium, car son spectre d’émission est très large et peut donc fournir une correction pour un large éventail d'analyte absorbant à des longueurs d'onde différentes.

### Monochromateur

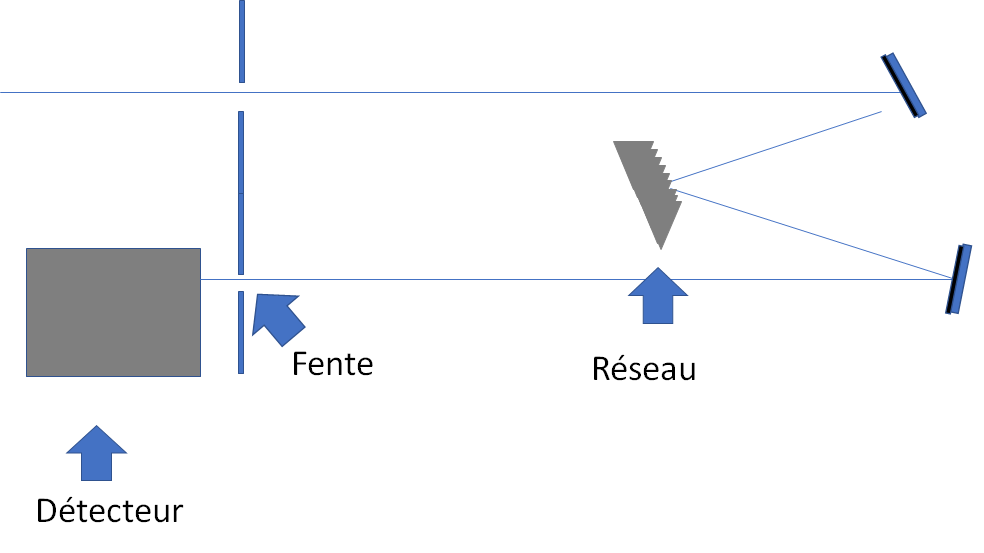
Schéma d'un monochromateur, présentant les parties principales, soit les miroirs, le réseau et la fente.

Le monochromateur sert à diriger le rayonnement ayant la longueur d'onde d’analyse au détecteur et d’assurer qu’aucun autre rayonnement ne se rendre à ce dernier. Le monochromateur est composé généralement de deux miroirs, une fente et d’un réseau. Premièrement, le rayonnement qui provient de la lampe à cathode creuse et qui a passé au travers de l’échantillon sans être absorbé va frapper un premier miroir et sera redirigé vers le réseau. Ce dernier est placé à un angle bien précis afin de sélectionner la longueur d'onde voulue, soit la longueur d’onde d’analyse. La longueur d’onde va ensuite être réfléchie par le deuxième miroir et passera au travers de la fente pour se rendre au détecteur. La fente permet de contrôle la plage de longueurs d’onde pouvant se rendre au détecteur. Pour ce type d’analyse, elle est généralement conçue pour permettre ±0,25 nm sur la longueur d’onde sélectionnée. Donc, si la longueur d’onde d’analyse est de 172 nm, le rayonnement variant de 171,75 à 172,25 nm pourra atteindre le détecteur. Cette sélection est réalisée grâce à la capacité du monochromateur à arranger le rayonnement de façon que les longueurs d’onde soient classées en ordre croissant de façon parallèle. La longueur d’onde d’analyse voulue est donc au milieu de cet agencement et entrera dans la fente directement au milieu de celle-ci. Donc, dépendamment de la grosseur de la fente, on peut sélectionner la plage de longueurs d’onde analysées. Il est important de laisser passer une certaine plage de longueurs d'onde, car bien que le changement de niveau d'énergie soit associé à une longueur d'onde précise, il arrive que des atomes absorbent du rayonnement d'une longueur d'onde légèrement différente. Cela est dû au fait que dans la flamme, les atomes peuvent atteindre un niveau d'excitation vibrationnel différent de celui de base. Dans un tel cas, l'énergie requise pour atteindre le prochain niveau d'énergie sera différente de celui normalement observé. La longueur d'onde absorbée sera donc aussi différente de celle normalement observée.

### Détecteur
Le détecteur sert à mesurer la quantité de rayonnement qui ne s’est pas fait absorber par l’échantillon dans le trajet optique. Pour ce faire, on envoie le rayonnement, grâce au monochromateur, au détecteur qui est en général un photomultiplicateur ou une photodiode. Puisque la technique est par absorbance de rayonnement, il faut faire la différence entre le rayonnement total produit par la lampe et le rayonnement mesure lors de l’analyse d’un échantillon, afin de trouver le rayonnement qui a été absorbé. La technique suit donc la loi de Beer-Lambert, pour le domaine de linéarité d’un élément. Les interférences possibles surviennent lorsque des éléments de la matrice autre que l’analyte vont absorber le rayonnement faisant en sorte que la différence calculée n’est pas due seulement à l’analyte. Ces interférences sont éliminées en génération d’hydrures puisque la matrice ne forme pas d’hydrures et ne se rend donc pas jusqu’au trajet optique.

### Flamme
La grande différence est au niveau de la flamme. En effet, dans le cas de la spectroscopie atomique à flamme, la solution est acheminée au trajet optique sous forme de microgouttelette grâce à l’action du nébuliseur. En génération d’hydrures, cela n’est pas nécessaire puisque les hydrures sont sous forme de gaz. Le nébuliseur n’est donc pas utilisé et on doit monter une cellule spéciale sur le spectromètre à flamme pour accommoder les hydrures. Cette cellule à la forme d’un « T » et est placer directement dans la flamme. Les hydrures produits dans le générateur sont acheminés grâce à un gaz porteur ininflammable à la base de la cellule ou la base du « T ». Ils vont ensuite résider un certain temps dans la cellule, elle-même placée dans le trajet optique, grâce au tube de verre représenté par la barre du « T ». Cela permet un temps de résidence des échantillons dans le trajet optique plus grand, ce qui est crucial pour une bonne sensibilité puisque la génération d’hydrure est moins rapide que la nébulisation de solution en spectroscopie atomique à flamme. Il est donc crucial pour avoir un bon niveau de concentration d’analyte dans le trajet optique d’augmenter le temps de résidence. Dans cette optique, il est généralement recommandé de mettre un temps de stabilisation dans la programmation de l’analyse automatique. Ce temps va permettre à ce que la concentration en hydrure dans la cellule soit constante et donc représentative de la concentration de l’analyte dans la solution échantillon. Ce temps de stabilisation dépend de l’analyte analysé, mais est généralement de vingt à trente secondes. Durant le temps de stabilisation, la concentration en hydrure dans la cellule va constamment augmenter, mais pas de façon nécessairement linéaire et non reproductible. Cette augmentation aléatoire fait en sorte que les mesures de répliquas produites pendant le temps de stabilisation auront des absorbances grandement différentes. Généralement, moins la solution analysée est concentrée plus le temps de stabilisation est long. La création d’une droite d’étalonnage à partir de mesures prises sans temps de stabilisation ne sera généralement non linéaire, car elle comportera des erreurs aléatoires importantes. Alors, le temps de stabilisation est très important pour avoir une analyse fiable. 
De plus, afin de pouvoir analyser l’analyte, il faut que celui-ci soit sous forme atomique. Ceci est atteint en chauffant les hydrures à haute température. Il est donc important que les hydrures passent un temps maximal dans le trajet optique pour qu’ils soient dans la flamme. Pour l’exemple de l’arsenic, l’atomisation sous l’effet de la chaleur serait AsH3(g) → As0 + 3/2H2. On voit qu’il y a production de dihydrogène durant cette décomposition. Puisque ce dihydrogène ne peut être retiré, il sera brulé dans la flamme. Comme mentionné plus tôt, il est important de retirer le dihydrogène formé pendant la génération des hydrures, car sinon, l’addition des deux sources de dihydrogène ferait que la concentration dans la cellule serait trop élevée et pourrait devenir dangereuse.
Certains hydrures sont plus stables que d’autres et requièrent une plus grande quantité d’énergie pour se décomposer. Pour l’analyse de tels hydrures, une flamme plus chaude est requise. Pour avoir une flamme plus chaude, on change la composition de celle-ci. En général, on utilise une flamme air-acétylène qui produit une flamme de chaleur moyenne de 2 200 °C, mais on peut aussi utiliser une flamme oxyde nitreux-acétylène, qui produit une flamme de chaleur moyenne de 2 900 °C. Une flamme plus chaude permet d’avoir une plus grande quantité d’énergie transférée aux hydrures, ce qui permet de décomposer les hydrures plus stables ou d’obtenir une meilleure décomposition des hydrures comparée à celle obtenue avec une flamme moins chaude. En effet, une flamme plus chaude donne en général une meilleure sensibilité qu’une flamme moins chaude, car la quantité d’analyte sous forme atomique est plus élevée, ce qui permet une plus grande absorption du rayonnement. Il est aussi important d'avoir une flamme assez chaude pour contrer la formation d'oxydes réfractaires qui produirait des interférences.

## Interférences
La plupart des interférences rencontrées en FAAS (Flame atomic absorption spectroscopy) ne sont pas présentes en hydrure, puisqu’il n’y a pas de nébulisation il n’y a pas d’interférence physique de nébulisation. De plus, puisque seuls les hydrures se rendent à la flamme, il n’y a presque aucune interférence spectrale. Les principales interférences physiques pouvant avoir lieu, sont dans le cas où les échantillons ont une viscosité différente des étalons engendrant ainsi une aspiration différente des solutions et donc une quantité d’analyte différente se rendant à la chambre de réaction. Les interférences principales en hydrure sont les interférences chimiques. Ces interférences peuvent être divisé en deux catégories, soit les interférences de matrice et celles d’états de valence.

### Interférence de matrice
Les interférences de matrice sont surtout causées par l’acide que contient celle-ci. En effet, si l’acide utilisé dans les échantillons est différent en nature ou en concentration à celui utiliser pour les étalons, on observera une différence dans la production des hydrures. De plus, une différence dans l’acide de la matrice apportera des interférences physiques comme expliqué plus tôt. Sinon, une interférence de matrice qui est très problématique en génération d’hydrure, est la présence d’une haute concentration de métal tel que Au, Ag, Cu, Pt, Ru, Fe, Co et Ni. Ces métaux peuvent être réduits par le NaBH4 à leur état de valence de zéro, les faisant ainsi précipiter. Durant la précipitation des métaux, il arrive que l’analyte sous forme d’hydrure ou sous forme atomique, soit emprisonnée dans le solide. Dans certains cas, cette interférence peut complètement supprimer le signal de l’analyte. Ces interférences peuvent être facilement être éviter en contrôlant les constituants de la matrice. Il est important de toujours utiliser le même acide à la même quantité pour éviter les interférences reliées à l’acidité de la matrice. De plus, la présence de l’acide permet de garder les métaux en solution ce qui élimine cette interférence. Sinon, un agent masquant (ex. : EDTA) peut être utilisé afin d’éviter les interférences de métaux.

### Interférence de valence
Les interférences d’états de valence sont dues à la différence dans l’état de valence des analytes et des standards. En effet, la génération d’hydrure n’est pas aussi efficace pour tous les états de valence d’un même élément. Il est donc impératif d’avoir l’analyte dans le même état de valence dans toutes les solutions. Il y a plusieurs façons d’arriver à normaliser l’état de valence des analytes. On peut utiliser un agent réducteur sur toutes les solutions afin de réduire tout analyte qui n’est pas dans l’état de valence voulue. Par exemple, dans le cas de l’arsenic, il est important d’avoir des solutions où tous les atomes d’arsenic sont dans l’état de valence 3+ car c’est à cet état de valence que la génération d’hydrure présentée plus tôt est optimale. En effet, si l’état de valence est plutôt de 5+, le signal enregistré pour une même concentration sera près de 50 % plus bas. On utilise donc une solution comme le KI afin de réduire tout l’arsenic 5+ en 3+. Sinon, une étape de digestion des analytes avec une solution d’acide concentré peut aussi normaliser l’état de valence des analytes.
Toutefois, la différence de valence peut être exploité pour connaitre seulement la concentration de l’analyte d’un des états de valence. Dans un tel cas, on peut utiliser un agent masquant ou une solution tampons, selon ce qui est applicable, afin de masquer l’un des états de valence. En faisant l’analyse, on obtiendra donc la concentration de l’autre état de valence. Si on veut obtenir la concentration de l’état de valence que l’on peut masquer, on procède par différence entre la concentration d’analyte totale et la concentration d’analyte avec un des états de valence masquer. Ceci est un avantage, car dans certains cas, seul un état de valence est important.

## Avantages et inconvénients

### Avantages
- Analyse de haute précision pour les éléments pouvant former des hydrures.
- Peu d’effet de matrice dans le trajet optique puisque généralement, seuls les hydrures se rendent.
- Analyse rapide.
- L’analyse peut être complètement automatisée.

### Inconvénients
- L’analyte doit pouvoir former un hydrure.
- La matrice peut modifier le rendement de génération d’hydrure des échantillons comparé aux étalons.
- Analyse un seul élément à la fois.
- L’analyse requiert une grande quantité d’échantillons à comparer à d’autres techniques instrumentales.